# Artus Quellinus III.
Artus Quellinus III. (* 1653 in Antwerpen; † Dezember 1686 in London) war ein flämischer Bildhauer aus der Künstlerfamilie Quellinus, der in London arbeitete.

## Leben und Wirken
Artus (Arnold) Quellinus III., irrtümlich manchmal auch Johann Erasmus genannt, war der Sohn des Bildhauers Artus Quellinus II. (der Jüngere) und dessen erster Ehefrau Anna-Maria (geborene Gabron oder Gabrau, † 15. Oktober 1669) sowie der Bruder von Thomas Quellinus.
Nach der Ausbildung in der väterlichen Werkstatt in Antwerpen wird er im Jahr 1679 erstmals im Zusammenhang mit dem Architekten Hugh May in London erwähnt. Etwa 1680 wurde er Gehilfe bei dem flämischen Bildschnitzer und Bildhauer Grinling Gibbons, mit dem er einige gemeinsame Werke fertigte. Quellinus spezialisierte sich auf die Herstellung von Marmorskulpturen. Zu seinen Werken zählen ein Denkmal für Thomas Thynne (um 1682) in der Westminster Abbey oder Bildnisses von Henry VI. und James II. für das Royal Exchange in London. Weitere Statuen befinden sich in der Guildhall in London. Am 23. Dezember 1685 schloss er einen Vertrag mit der Patrick, Earl of Strathmore and Kinghorne, einen Vertrag über die Herstellung von Statuen der Könige aus dem Hause Stuart sowie einer Büste des Earls. Diese stellte er vor seinem Tod im September 1686 fertig und sie befanden sich im 17. und 18. Jahrhundert im Glamis Castle. Die Büste und die Statuen von Jakob I. und Karl I. verblieben dort. Die Statue des James II. ähnelte jener Figur, die vor der Nationalgalerie auf dem Trafalgar Square steht und den Herrscher als römischen Imperator dargestellt. Die des Königs Charles II. war vermutlich ähnlich jener, die er für die Guildhall gefertigt hatte.
Nach seinem frühen Tod heiratete seine Witwe Frances (geborene Silberechts, Tochter des Landschaftsmalers Jan Siberechts) seinen Gehilfen, den Bildhauer Jan van Nost d. Ä.

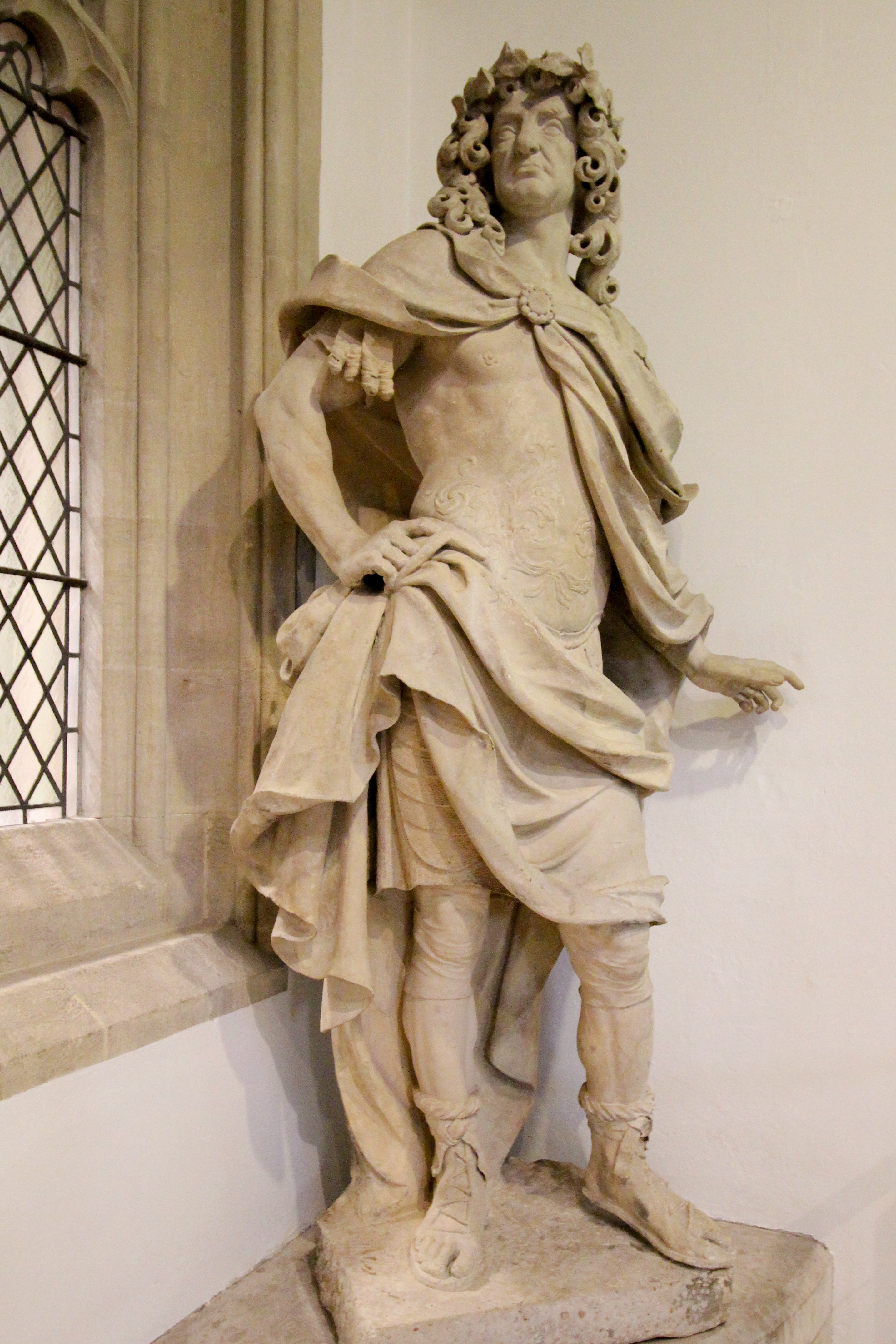
Statue: Charles II.
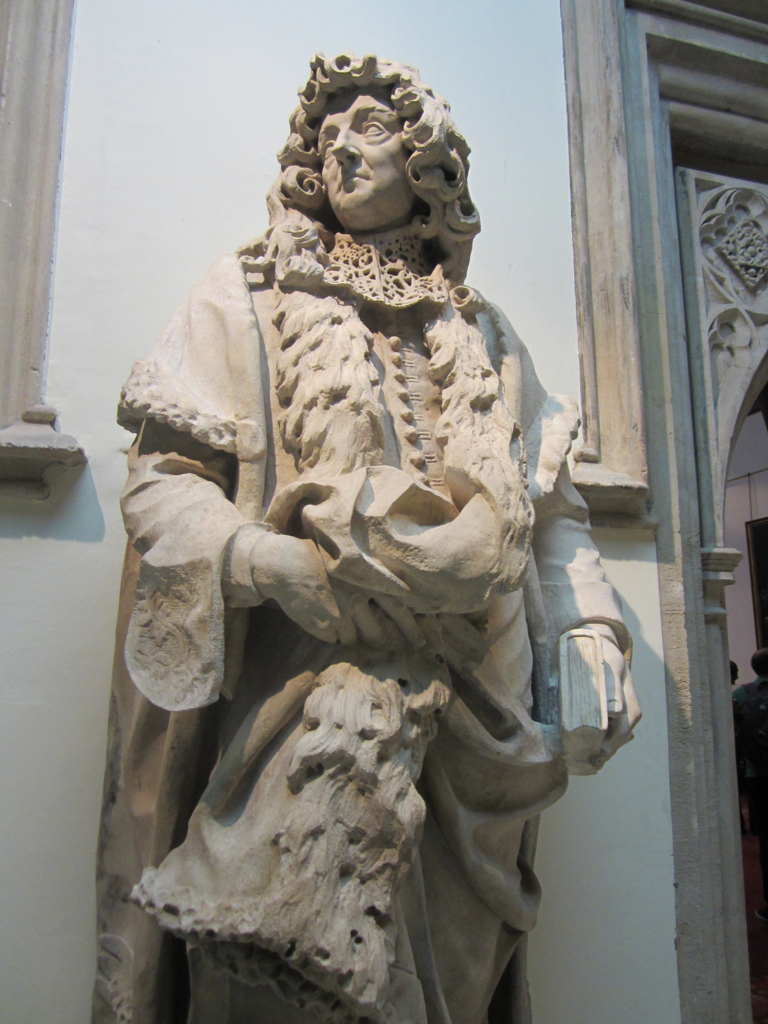
Statue: Sir John Cutler
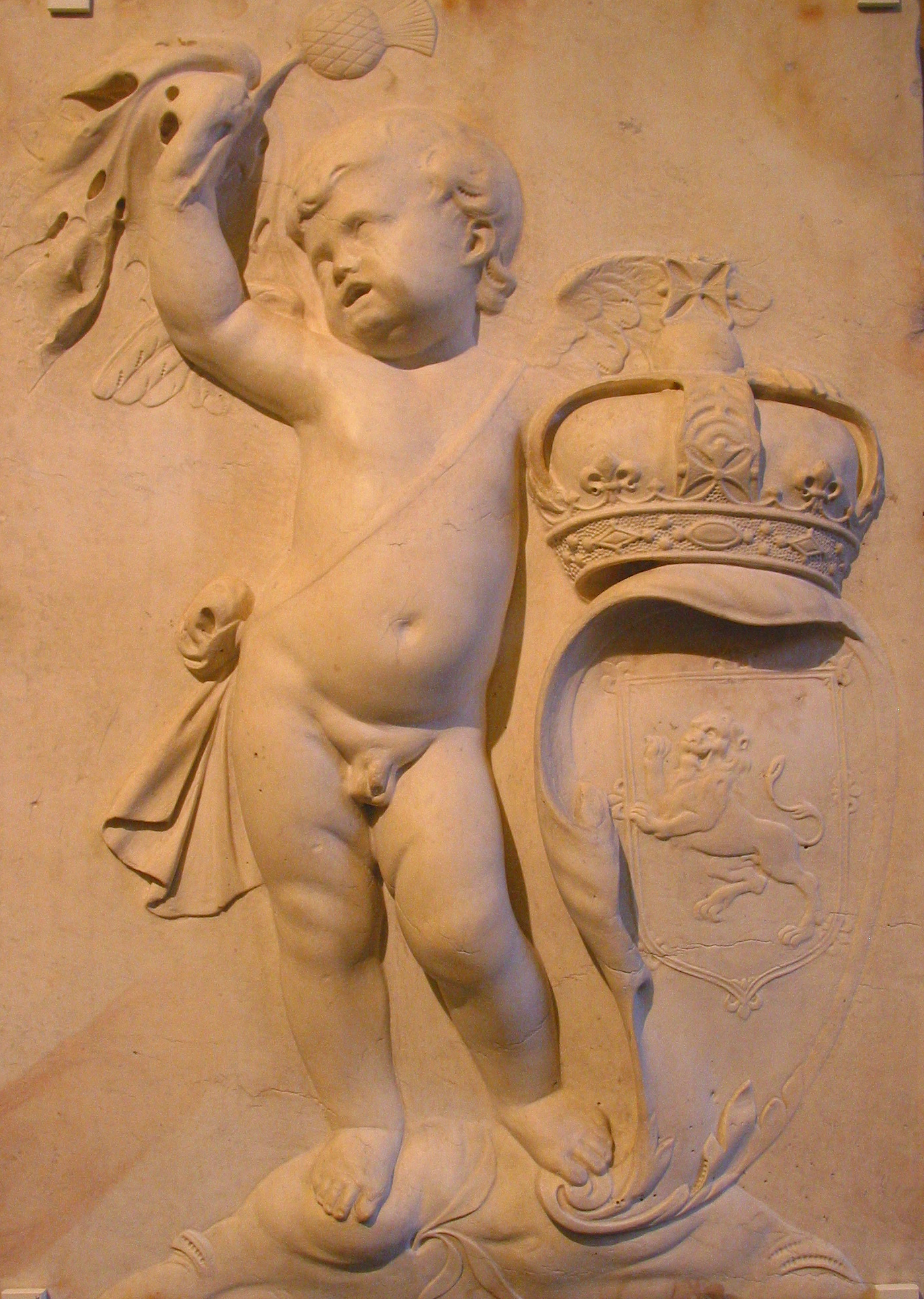
Putto mit der Krone und dem Wappen Schottlands